# Wydział Nauk Społecznych Uniwersytetu Papieskiego Jana Pawła II w Krakowie
Wydział Nauk Społecznych Uniwersytetu Papieskiego Jana Pawła II w Krakowie – jeden z 6 wydziałów Uniwersytetu Papieskiego Jana Pawła II w Krakowie.

## Kierunki kształcenia
Wydział Nauk Społecznych prowadzi studia na następujących kierunkach:

### Studia I stopnia
Dostępne kierunki:
- Dziennikarstwo i komunikacja społeczna
- Nauki o rodzinie
- Praca socjalna

### Studia II stopnia
Dostępne kierunki: 
- Dziennikarstwo i komunikacja społeczna
- Nauki o rodzinie
- Praca socjalna
- Pedagogika
- Socjologia

### Studia III stopnia
Dostępne kierunki: 
- Nauki o mediach
- Nauki o rodzinie

### Studia podyplomowe
Dostępne kierunki: 
- Podyplomowe Studia Zespołowej Opieki Duszpasterskiej św. Jana Bożego
- Podyplomowe Studia z Bioetyki
- Podyplomowe Studia Specjalista Pracy z Osobą Starszą w Środowisku Domowym i Instytucjonalnym
- Podyplomowe Studia Menedżer Ekonomii Społecznej
- Podyplomowe Studia Edukacja Medialna/Media Relations
- Podyplomowe Studia Zarządzanie w Mediach i Kulturze
- Podyplomowe Studia Kreatywność w Social Media/Creative Social Media
- Podyplomowe Studia z Mediacji Cywilnych i Rodzinnych

## Struktura organizacyjna

### Instytut Nauk o Rodzinie
Dyrektor: ks. dr Marcin Cholewa
- Katedra Bioetyki Społecznej
- Katedra Katolickiej Nauki Społecznej
- Katedra Pedagogiki Ogólnej
- Katedra Psychologii
- Katedra Socjologii Religii
- Katedra Socjologii Rodziny
- Katedra Teologii Małżeństwa i Rodziny

### Instytut Dziennikarstwa i Komunikacji Społecznej
Dyrektor: ks. dr hab. Michał Drożdż
- Katedra Duchowości Mediów i Relacji Społecznych
- Katedra Dziennikarstwa
- Katedra Mediów i Komunikacji Społecznej
- Katedra Prawa Mediów
- Katedra Teologii Mediów
- Katedra Edukacji Medialnej
- Katedra Gatunków Medialnych

### Instytut Pracy Socjalnej
Dyrektor: dr hab. Małgorzata Waleria Duda
- Katedra Polityki Społecznej
- Katedra Prawa Rodzinnego
- Katedra Etyki Pracy Socjalnej
- Katedra Socjologii Problemów Społecznych

## Władze Wydziału
W kadencji 2016–2020: 
| Stanowisko                      | Imię i nazwisko              |
| ------------------------------- | ---------------------------- |
| Dziekan                         | ks. dr hab. Antoni Świerczek |
| Prodziekan ds. rozwoju Wydziału | dr hab. Krzysztof Gurba      |
| Prodziekan ds. studenckich      | ks. dr hab. Grzegorz Godawa  |